# Transit (1992)
Transit is een Nederlandse film uit 1992 van Eddy Terstall. Hij is gebaseerd op een scenario van hemzelf. Hij snijdt hierbij de problematiek aan rond illegalen in Nederland.

## Verhaal
Vier middelmatige Braziliaanse muzikanten, die om verschillende redenen hun vaderland verlieten, proberen nu in Europa vaste grond onder de voet te krijgen. Na eerst hun geluk in Parijs beproefd te hebben, trekken Gilberto, Walter, Reinaldo en Nelson naar Amsterdam. Zoals meer asielzoekers beschouwen ook zij Amsterdam als een aards paradijs, waar ook voor hen wel een plaatsje zal zijn. Ze worden op weg geholpen door Nelsons zusje Sonia, die al een tijdje in Amsterdam woont en -in de hoop op een huwelijk- samenleeft met Jacques, een gewetenloze coffeeshop-houder en drugsdealer. Via Sonia komen de vier Brazilianen in contact met Guido, die zich gesponsord door zijn moeder ontfermt over alles wat Braziliaans is. Vanuit deze uitgangspositie wordt het armzalige leven van de illegale Brazilianen getoond. Niemand zit op hun muzikale kunsten te wachten. Door de autoriteiten worden ze afgeblaft. Amsterdamse meisjes behandelen de jongens als leuke speeltjes. Een onderwereldfiguur buit ze uit. Amsterdam blijkt geenszins een paradijs. Alleen Reinaldo overleeft het avontuur.

## Rolverdeling
| Acteur                            | Personage | Opmerkingen    |
| --------------------------------- | --------- | -------------- |
| Jacob Kurc                        | Gilberto  |                |
| Edson Gomes                       | Reinaldo  |                |
| Nelson Latif                      | Walter    |                |
| Aloar Soares                      | Nelson    |                |
| Marion van Thijn                  | Bea       |                |
| Gerard Thoolen                    | Cesare    |                |
| Eric Jaspers                      | Jacques   | drugsdealer    |
| Vivian Chediak                    | Sonia     | Nelsons zusje  |
| Marnix Mulder                     | Guido     |                |
| Vera de Vries / Xaviera Hollander | Martha    | Guido's moeder |
| Miki Kobussen                     |           |                |
| John Kouwenberg                   |           |                |
| Marco Andrea d'Eva                |           |                |
| Walter Granini                    |           |                |
| Frank Beijering                   |           |                |
| Luc Theeboom                      |           |                |
| Wil Jansen                        |           |                |
| Theu Boermans                     |           | inspecteur     |
| Stan Schram                       |           |                |
| Duck Jetten                       |           |                |
| Luigi                             | Walter    | de kat         |
| Artero (van Sonia v.d. Veen)      | Diego     | de hond        |
| Carolientje van Vliet             | Ien       | de schildpad   |

## Trivia
- Het was de eerste film van Terstall die op een low-budget-manier werd gedraaid.